# American Mathematical Monthly

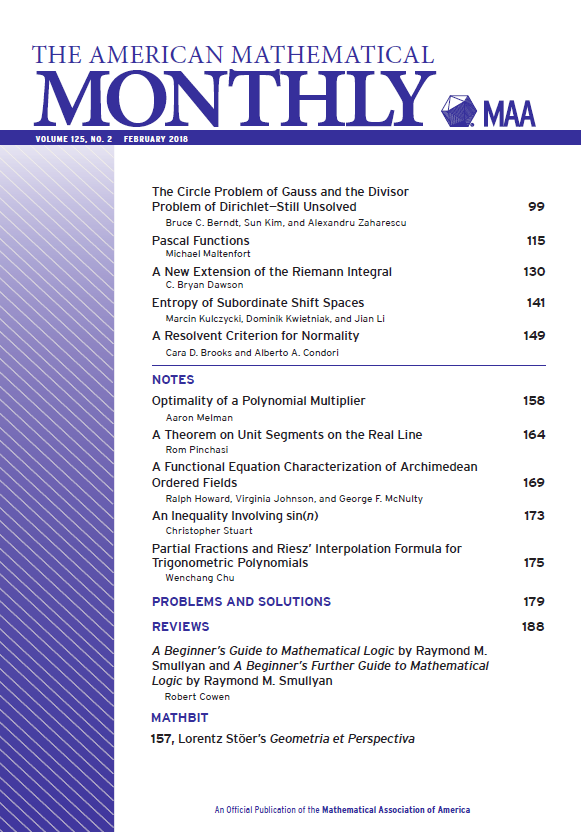
Titelseite Februar 2018

The American Mathematical Monthly ist eine mathematische Zeitschrift, die 1894 von Benjamin Finkel gegründet wurde. Sie erscheint zehnmal im Jahr und wird von der Mathematical Association of America herausgegeben.
The American Mathematical Monthly ist eine Zeitschrift, die sich an ein breites Publikum an Mathematikern richtet, von Studenten bis hin zu Wissenschaftlern. Artikel werden anhand ihres breiten Interesses ausgewählt und hinsichtlich der Güte ihrer Erklärungen sowie ihres Inhaltes bearbeitet. Damit erfüllt American Mathematical Monthly eine andere Aufgabe als typische mathematische Fachzeitschriften.
Seit 1997 ist die Zeitschrift auf der Website der Mathematical Association of America online verfügbar.
Die MAA vergibt jährlich den Lester Randolph Ford Award für herausragende Beiträge im American Mathematical Monthly.